# Rainer Innreiter
Rainer Innreiter (* 1972 bei Linz) ist ein österreichischer Schriftsteller. In seinen Büchern vereint er die Genres Horror und Satire.
Nach einem abgebrochenen Studium der Betriebswirtschaftslehre absolvierte er eine Ausbildung zum Bürokaufmann. 2001 veröffentlichte er seine erste Geschichte in einem FanZine. Seit 2008 ist er als Büroangestellter tätig.

## Publikationen
- 2004: Nacht über Median. ISBN 978-3-936972-13-9
- 2008: Sternstunden menschlichen Scheiterns. ISBN 978-3-941122-00-0
- 2008: Einen Augenblick lang Gott. ISBN 978-3-941122-01-7
- 2008: Der Leichenbaum. ISBN 978-3-941122-13-0
- 2010: 180 Grad. ISBN 978-3-941122-13-0
- 2011: Nacht über Median (Neufassung). ISBN 978-3-941122-73-4